# كوزران
كوزران (بالفارسية: کوزران) هي مدينة تقع في إيران في Kuzaran District. يقدر عدد سكانها بـ 3,759 نسمة .